# Нова Іванцівка
Нова Іванцівка (рос. Новая Иванцовка) — село у Палласовському районі Волгоградської області Російської Федерації.
Населення становить 476 осіб. Входить до складу муніципального утворення Заволзьке сільське поселення.

## Історія
Село розташоване у межах українського історичного та культурного регіону Жовтий Клин.
Село засноване 1861 року.
Згідно із законом від 30 грудня 2004 року № 982-ОД органом місцевого самоврядування є Заволзьке сільське поселення.

## Населення
| 2010 |
| ---- |
| 476  |